# Łukasz Przybytek
Łukasz Przybytek (ur. 20 maja 1989 w Lipnie) – polski żeglarz sportowy, uczestnik Letnich Igrzysk Olimpijskich 2012, Letnich Igrzysk Olimpijskich 2016, Letnich Igrzysk Olimpijskich 2020 w klasie 49er.

## Życiorys
Reprezentuje klub AZS AWFiS Gdańsk. Jego największe sukcesy to 1. miejsce na Mistrzostwach Świata 2005 (optymist), 1. miejsce na Mistrzostwach Europy 2008 (29er), 9. miejsce w zawodach Pucharu Świata 2012 na Majorce (49er), 9. miejsce na zawodach Pucharu Świata 2012 w Hyeres, 15. miejsce na Mistrzostwach Świata 2012 w Zadarze.

### 2018
- 1. Miejsce Mistrzostwa Polski 49er